# Стратій Ігор Романович
Стратій Ігор Романович (11 лютого 1957, с. Бедриківці, Заліщицького району Тернопільської області  — 9 грудня 2013, Київ) — український поет-пісняр (Пісні Ігоря Стратія на сайті «Українські пісні») [Архівовано 22 лютого 2014 у Wayback Machine.], прозаїк, журналіст, ведучий редакції розважальних програм Національного радіо, редактор передачі «Від суботи до суботи» («День» про Игоря Стратия).

## Життєпис
Народився 11 лютого 1957 року в селі Бедриківці Заліщицького району на Тернопільщині, але більшу частину дитинства прожив у селищі Борова під Києвом, де закінчив вісім класів.
Закінчив Київський енергетичний технікум.
Склав екстерном іспити за дев'ятий клас та повернувся до десятого класу.
Після закінчення середньої школи поступив та успішно закінчив у 1978 році Київський педагогічний інститут імені А. М. Горького.
З дипломом філолога працював вчителем української мови та літератури в середній школі № 61 м. Києва.
Призвали на військову службу, яку проходив у Групі Радянських військ у Німеччині, місто Дрезден.
Працював художником-оформлювачем в кінотеатрі, вантажником, кіномеханіком, пожежником. Нарешті у 1983 році обійняв посаду постійного позаштатного кореспондента обласної київської газети «Молода гвардія».

## Творчість
У 1984 році дебютував оповіданням «Француженка» у щорічнику «Вітрила».
Творчий вечір до 55-ї річниці від дня народження поета-пісняра відбувся в Києві у «Будинку вчителя».
На радіо почав працювати наприкінці 80-х років на радіостанції «Молода гвардія», потім перейшов на 1-й канал українського радіо та 3-й радіоканал «Культура». У творчому доробку понад тридцять різножанрових передач, зокрема, «Автографи», «Студентський меридіан», «Двоє в новому домі», двогодинна інформаційно-мистецька «Ярославів вал», яку започаткував у перші роки Незалежності, «На Україну повернусь», «Витоки».
Остання радіопередача в прямому ефірі «Дійство» відбулася 06.12.2013 року (з 13.05 до 13.55) — за три дні до смерті ведучого.

### Автори музики до пісень
Музику до пісенних творів Ігоря Стратія написали М. Павлів, Г. Володько, О. Мінов, О. Лісинчук, Геннадій Татарченко, Остап Гавриш, Тетяна Оленєва, Віктор Забара, Олександр Наконечний, Ю. Ключников, Тетяна Литвинова, Володимир Мельников.

### Виконавці пісень
Олександр Василенко, Василь Лазорович, Лариса Недін, Лана Роксі, Тетяна Литвинова, Ольга Ксьонз та інші.

### Доробок
Автор ексцентричної міні-повісті "На край світу у червоних «Жигулях» (Журнал «Авжеж, 1992, № 1», Ігор СТРАТІЙ. НА КРАЙ СВІТУ В ЧЕРВОНИХ «ЖИГУЛЯХ». Ексцентрична міні-повість) [Архівовано 18 липня 2018 у Wayback Machine.], новелет «Маслюки», «Вихідний без вихідного», «Штраф», «Маріанна», що друкувалися в обласній та республіканській періодиці.
Автор літературно-художнього видання — співаної поезії «Ангел мій» (Київ, VIP, 2002), до якої увійшли вірші найкращих пісень поета [Архівовано 22 лютого 2014 у Wayback Machine.].

## Галерея

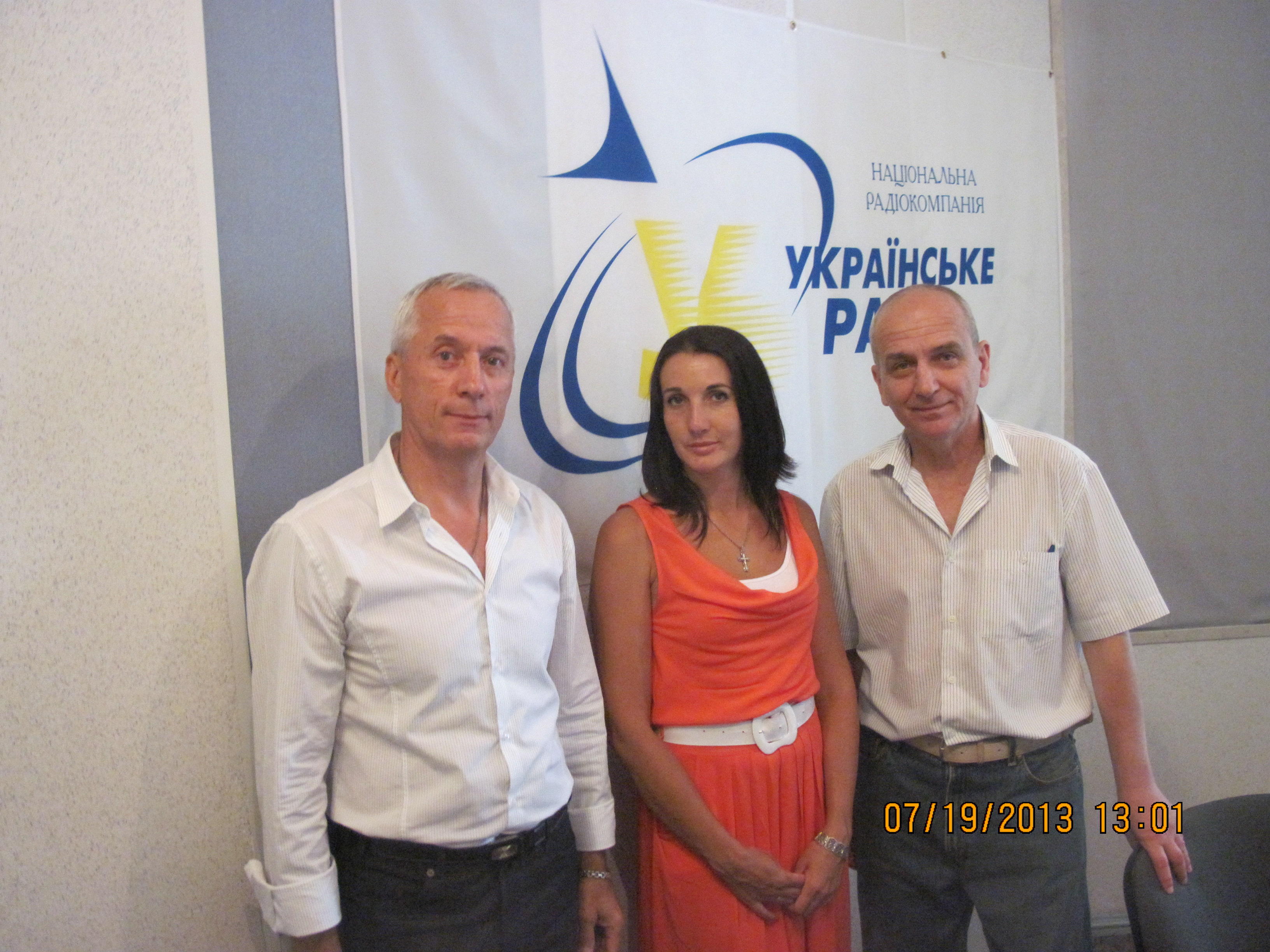
Володимир Мельников та солістка оркестру ДСНС України Оксана Радул з Ігорем Стратієм
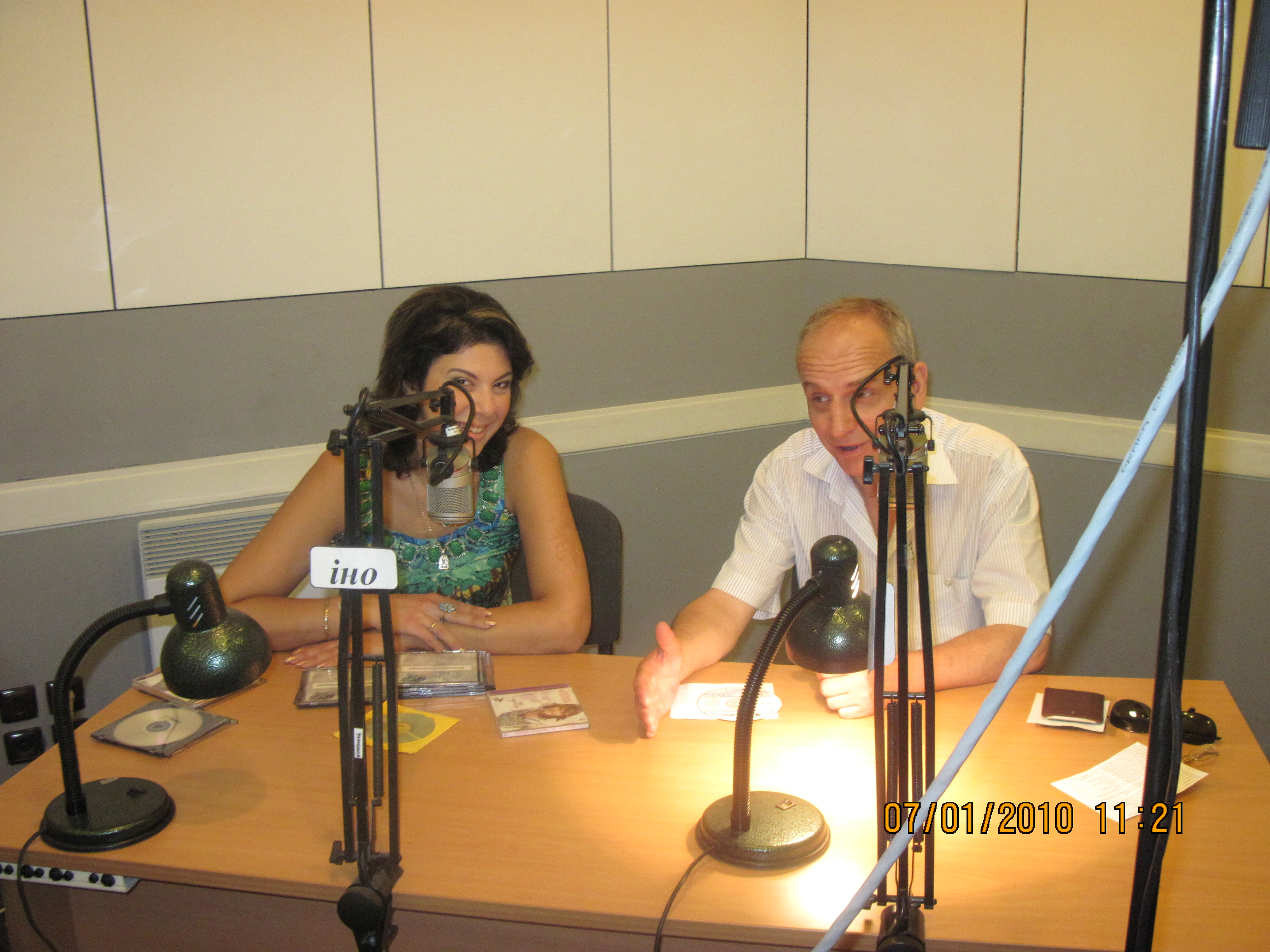
Елеонора Скиданова та ведучий Ігор Стратій під час запису радіопередачі
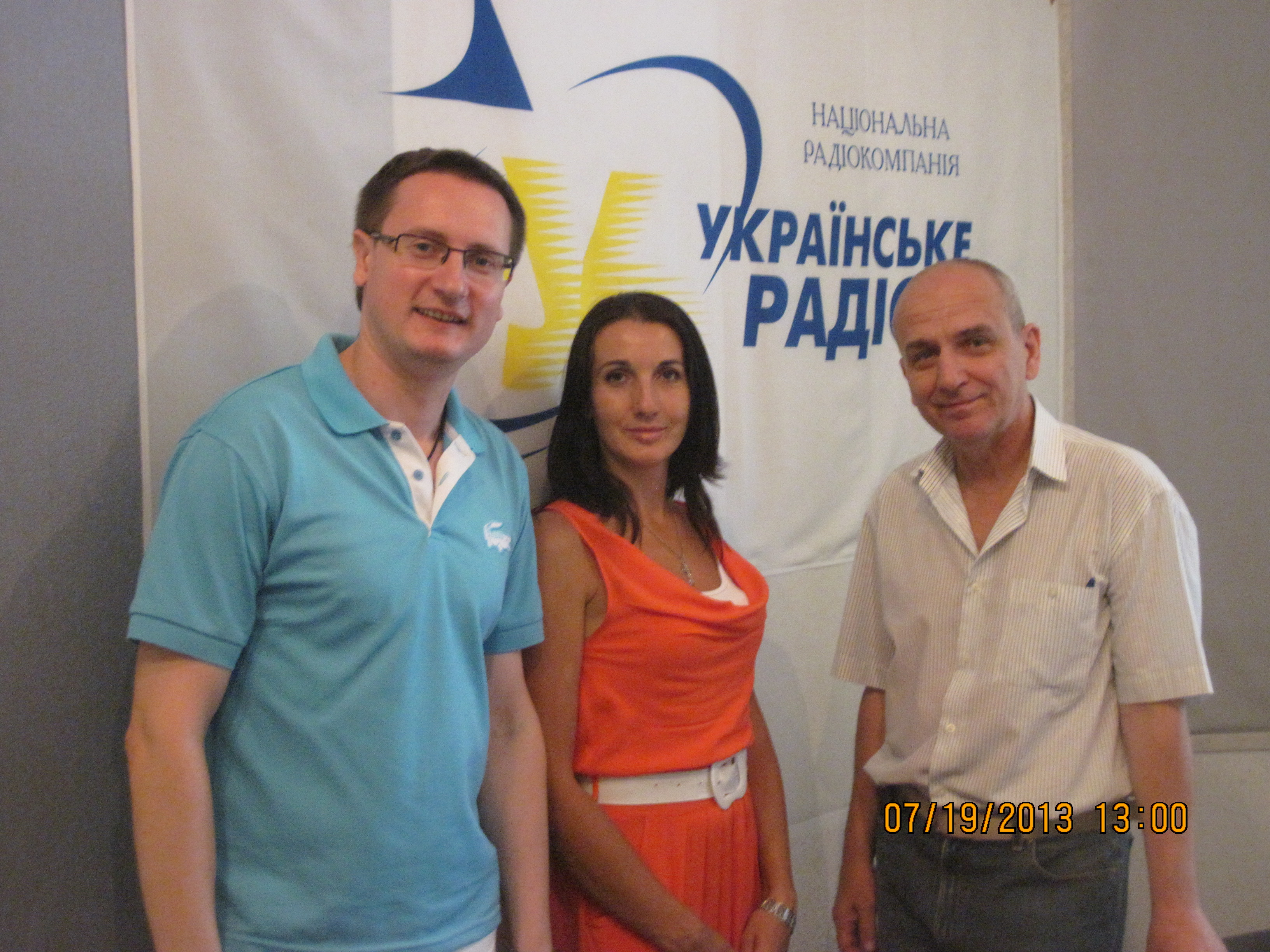
Співаки Влад Зайцев та Оксана Радул із ведучим Ігорем Стратієм
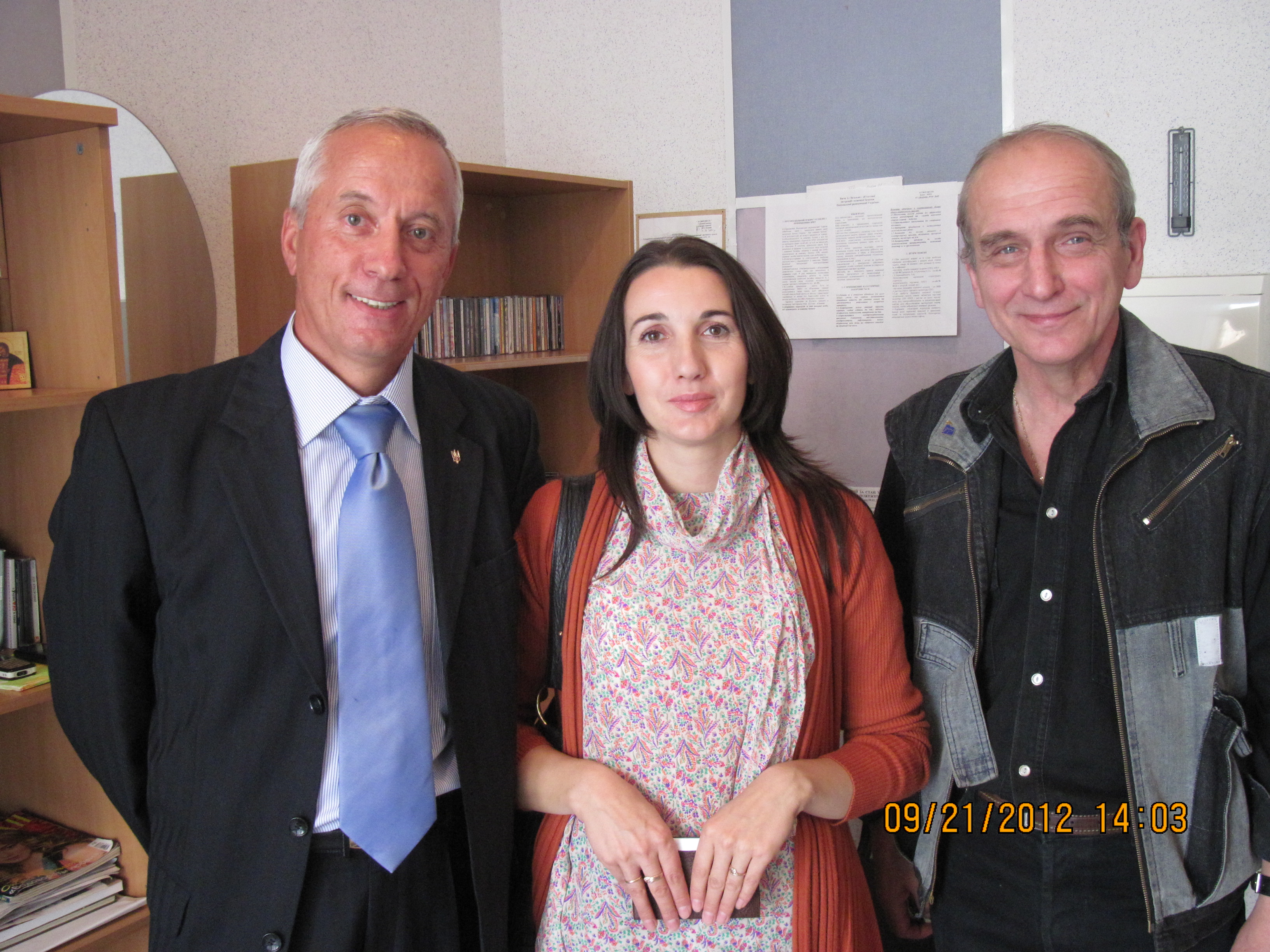
Володимир Мельников та співачка Оксана Радул з Ігорем Стратієм
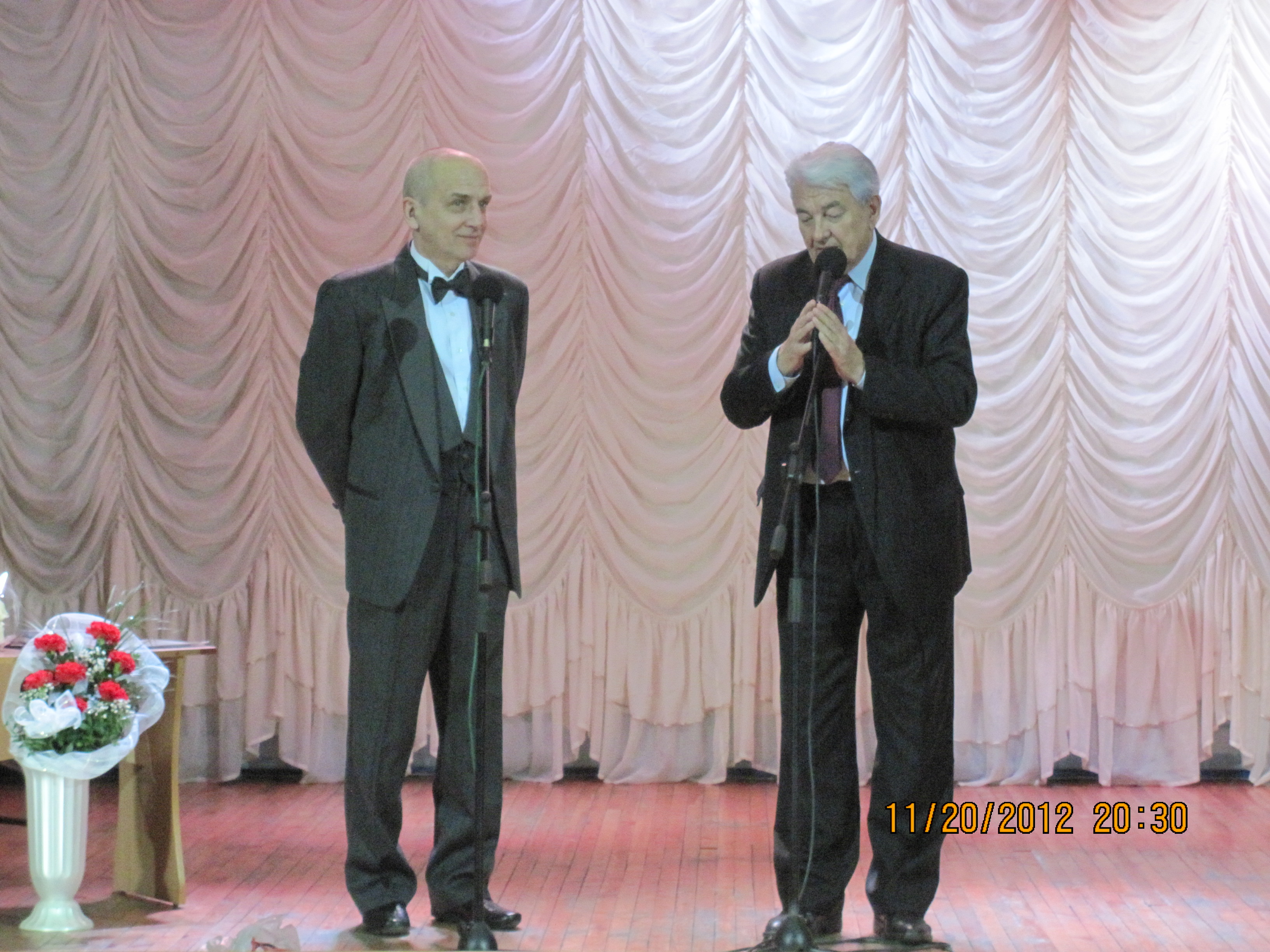
Ігор Стратій та Вадим Крищенко. Творчий вечір Ігоря Стратія, 20.11.2012
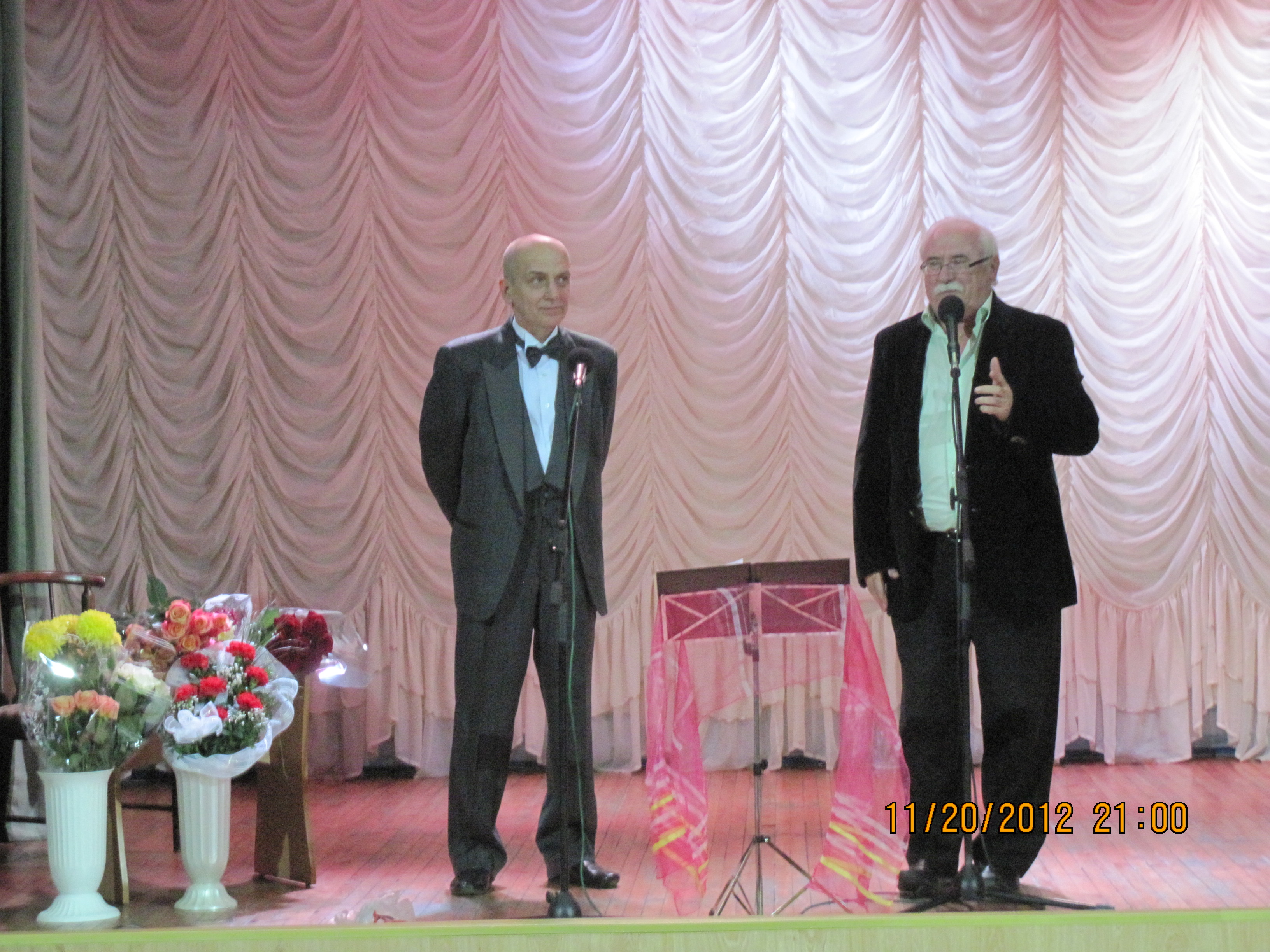
Ігор Стратій та Степан Галябарда. Творчий вечір Ігоря Стратія, 20.11.2012